# Quergang

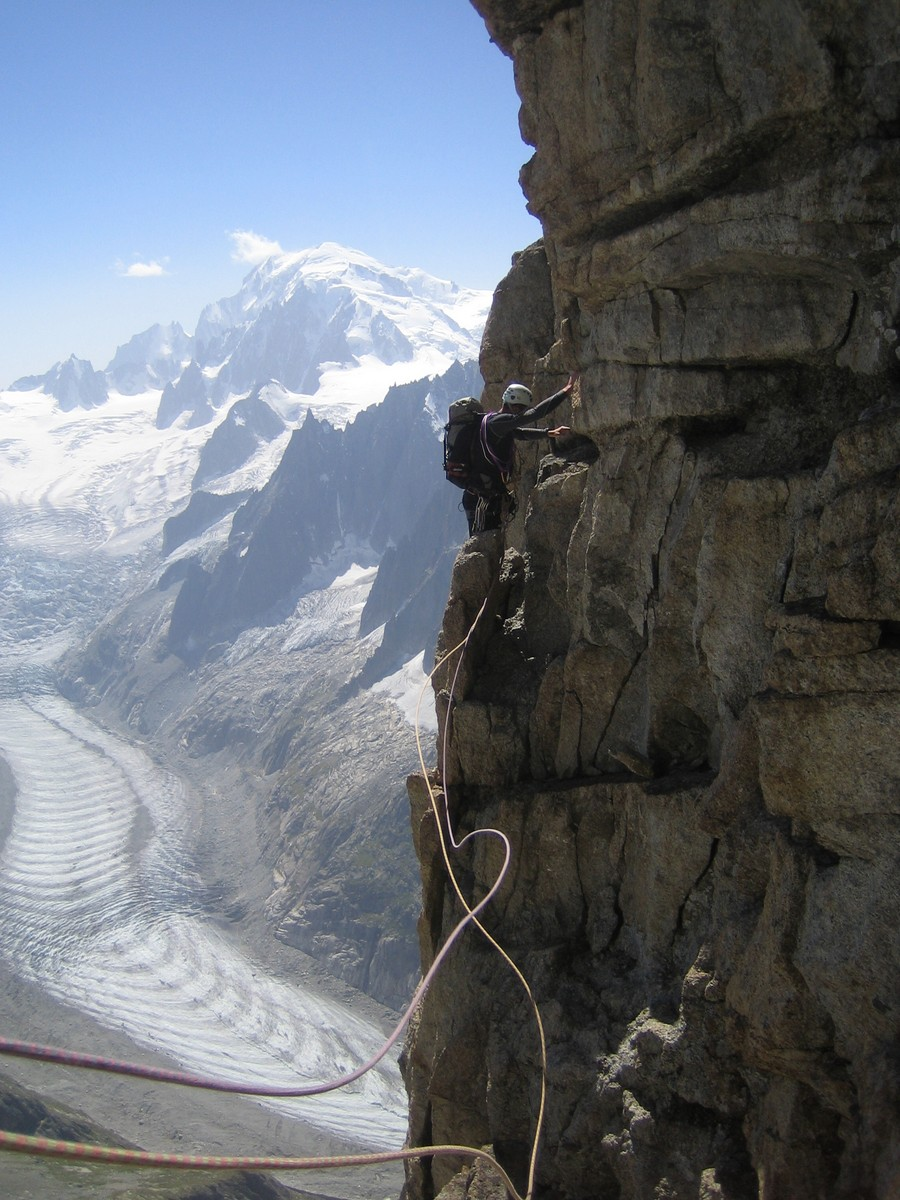
Quergang am Grand-Dru-Südpfeiler

Quergang oder Traverse ist ein Begriff aus dem Klettern und bezeichnet einen waagerecht verlaufenden Abschnitt in einer Kletterroute. In einem Quergang wird also nicht senkrecht nach oben geklettert, sondern die Fortbewegung erfolgt ohne wesentlichen Höhengewinn seitlich.
In Mehrseillängenrouten beim traditionellen Klettern oder alpinen Sportklettern versperren Quergänge oft, nachdem die Kletternden sie überwunden haben, einen einfachen Rückzug der Seilschaft aus der Kletterroute durch Abseilen, denn um in den unteren Teil der Route zurückzugelangen, muss der Quergang zurückgeklettert werden. Eine weitere Besonderheit in Quergängen besteht darin, dass der Nachsteiger, gleich wie der Vorsteiger, stürzen kann. Die dabei auftretenden Pendelstürze gelten zudem als gefährlicher als die normalen Stürze. Deshalb eignen sich Routen mit größeren Quergängen nicht für den Nachstieg durch einen deutlich leistungsschwächeren Kletterpartner.

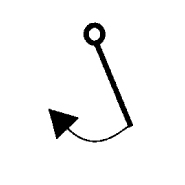
UIAA Toposymbol für einen Pendelquergang

Spezialfälle des Quergangs sind der Seilzugquergang und der Pendelquergang, die beide dem technischen Klettern  zugeordnet werden.
Bekannte Quergänge sind der Hinterstoisser-Quergang in der Eiger-Nordwand und der Quergang in der Kletterroute „Große Micheluzzi“ am Piz Ciavazes in der Sellagruppe der Dolomiten.
Eine besondere Art von Quergang stellen die Boulderquergänge dar, die auch als Traversen bezeichnet werden. Wie beim Bouldern üblich, klettert der Boulderer dabei ohne Sicherung in Absprunghöhe über dem Boden. Solche Boulderquergänge, die teilweise entlang von Wandfüßen laufen, können sehr lang sein. 
Aus physiologischer Sicht sind Quergänge beim Sportklettern im Vergleich mit gleich schwerem vertikalen Klettern bezüglich der dafür notwendigen maximalen und durchschnittlichen Herzfrequenz weniger belastend. Dies lässt sich mit dem dafür geringeren Energieaufwand zur Fortbewegung erklären.